# Румен Сербезов
Румен Славейков Сербезов е български професионален дипломат, после политик от Българската комунистическа партия и по-късно бизнесмен.

## Биография
Ранни години
Роден е на 4 февруари 1939 година в Хасково. По майчина линия произхожда от пловдивския род на Йорданка Николова-Чанкова.
Сербезов завършва специалност „Международни отношения“ в МГИМО, Москва през 1963 г.
В дипломацията
След дипломирането си Сербезов работи в Министерството на външните работи. Посланик е в Япония от юни 1974 до януари 1979 г.
През януари 1966 г. е вербуван от подполковник Атанас Атанасов и започва да работи първоначално като секретен сътрудник към Първо управление на Държавна сигурност под псвдонима „Христо“, а от 1979 г. като нещатен служител към същото управление.
В политиката
След връщането си в България Румен Сербезов е първи секретар на Окръжния комитет на БКП в Хасково (1978 – 1980).
През 1980-те години заема редица отговорни постове в изпълнителната власт:
- министър на леката промишленост (07.05.1980 – 4 януари 1984);
- първи заместник-министър на производството и търговията с потребителски стоки (с ранг на министър, 1984 – 1985);
- заместник-министър на енергийно-суровинните ресурси (1985);
- секретар на Стопанския съвет на МС;
- съветник в Министерския съвет.

В средата на 1980-те години е председател на Централния кооперативен съюз. Учредител е и първи председател на Българо-японския икономически съвет при Българската търговско-промишлена палата (1987 – 1992).
Секретар на ЦК на БКП (Висшия партиен съвет на БСП) в продължение на 1,5 г. след 10 ноември 1989 г. Народен представител в 3 обикновени народни събрания, а след това и в VII велико народно събрание през 1990 – 1991 г.
В бизнеса
През 1990-те години Сербезов оглавява „Индустриал М“ от групата „Мултигруп“. За дейността си 2 пъти е обвиняван в присвояване, но е оправдан.
Румен Сербезов работи за развитие на българо-японското сътрудничество. Благодарение на неговите усилия японската група „Токуда“ прави значителни инвестиции в България. Румен Сербезов играе ключова роля в структурата на „Токуда“ в страната:
- „Токушукай“ – представител за България
- „Токуда банк“ АД – председател (2004) и член  Архив на оригинала от 2007-02-27 в Wayback Machine. на Надзорния съвет,
- МБАЛ „Токуда болница София“ АД (открита на 28.11.2006) – управител.

## Семейство
Съпругата му Светла Попова също е завършила международни отношения в МГИМО, Москва през 1963 година. Била е посланик в Швеция, Дания, Норвегия. Дъщеря е на Димитър Попов – кмет на София (1952 – 1961), министър на финансите (1962 – 1976), кандидат-член и член на ЦК на БКП (1954 – 1982).